# Gudrod Eriksson
Gudrod Eriksson (938-999) fue príncipe vikingo y pretendiente al trono de Noruega, hijo de Erico I de Noruega y su consorte Gunnhild.
Tras huir del país bajo el poder del jarl de Lade Haakon Jarl, estuvo saqueando y devastando Inglaterra e Irlanda. En el verano de 999, el cuarto año del reinado del rey Olaf Tryggvason, regresa a Noruega con una gran flota para combatir y recuperar el trono que, por herencia, consideraba que le pertenecía. Desembarcó en Viken y, nada más tomar tierra, inició el saqueo con el fin de someter a la población y que le reconociese como rey. Cuando los otros reinos supieron de sus intenciones, solicitaron la paz y condiciones para ella. Gudrod envió un mensaje a todos los bóndi del Thing (asamblea de hombres libres), que debían aceptarle como rey o sufrir las consecuencias del ejército que le acompañaba, así como exigía hospedaje y alimentación mientras estuviese en tierras noruegas. Unos prefirieron aceptarle como invitado y mientras Gudrod iba de un lado a otro acompañado de su hird, dos bóndi llamados Hyrning y Thorgeir habían reunido hombres, armas y naves para presentar batalla. Durante una de esas visitas en Alrekstad, Gudrod y sus fuerzas fueron atacados, muriendo en la contienda, así como aquellos que todavía permanecían en sus naves; los pocos supervivientes escaparon lejos de sus costas. Según Heimskringla, así es como la seria amenaza del último de los hijos de Erico Hacha Sangrienta llegó a su fin.